# Gennaro Nigro
Gennaro Michael Nigro (* 29. Mai 2000 in Livingston, New Jersey) ist ein US-amerikanischer Fußballspieler auf der Position eines Mittelfeldspielers, der seit 2018 auch im Besitz eines italienischen Passes ist. Seit Sommer 2018 ist er im Nachwuchs des italienischen Erstligisten AS Rom aktiv und wurde für die Saison 2020/21 an den italienischen Drittligisten Potenza Calcio verliehen.

## Vereinskarriere

### Karrierebeginn in New Jersey
Gennaro Nigro wurde am 29. Mai 2000 als Sohn von Jerry und Leslie Nigro in der Stadt Livingston im US-Bundesstaat New Jersey geboren und hat eine Schwester namens Gianna. Sein Vater wurde ebenfalls in den Vereinigten Staaten geboren; die Großeltern väterlicherseits stammen allerdings aus Italien. So kommt der Großvater aus Vallata in der Provinz Avellino, wobei hingegen die Großmutter aus Kalabrien stammt. In seiner Kindheit begann Nigro mit dem Fußballspielen und spielte in seiner Jugend unter anderem in der ebenfalls in New Jersey ansässigen Akademie des Major-League-Soccer-Franchises New York Red Bulls. Zum Teil parallel dazu gehörte er von 2015 bis 2018 der Herrenfußballmannschaft an der Arthur L. Johnson High School in der rund 30 Kilometer südlich von Livingston gelegenen Stadt Clark an. Hier galt der in Clark wohnhafte Nigro als ein herausragender Spieler. Parallel zu seiner High-School-Laufbahn spielte er von 2016 bis 2018 für die 1998 gegründete Players Development Academy, die Teil der U.S. Soccer Development Academy ist. Bei der weitere 30 Kilometer von seiner Schule entfernten Fußballakademie kam er in der Saison 2016/17 vorrangig in der U-17-/U-18-Mannschaft zum Einsatz, für die er es in der regulären Spielzeit auf 22 für ihn persönlich torlose Meisterschaftseinsätze gebracht hatte. Danach kam er auch noch in drei Play-off-Spielen zum Einsatz, wobei ihm auch ein Tor gelang. Hinzu kamen in dieser Saison auch noch zwei Meisterschaftseinsätze in der U-15-/U-16-Mannschaft der Players Development Academy. Der überwiegend im defensiven Mittelfeld eingesetzte Nigro wurde daraufhin in der Saison 2017/18 in 23 Spielen der regulären Saison sowie in zwei Spielen der Play-offs in der U-18-/U-19-Mannschaft berücksichtigt. In seinem Senior-Jahr an der High School unterschrieb Nigro seinen letter of intent, in dem er seine Absicht, nach der Arthur L. Johnson High School an die Cornell wechseln zu wollen, kundtat. Seine geplanten Hauptstudiengänge für den Studienstart im Herbst 2018 waren Finanzen und Italienisch.

### Wechsel zur AS Rom
Nachdem er bereits im Jahr 2017 erfolgreich ein Probetraining beim italienischen Erstligisten AS Rom absolviert hatte, entschied sich Nigro im darauffolgenden Sommer gegen ein Studium an der Cornell, für die er sogar ein Stipendium erhalten hätte, und wechselte in die Jugendabteilung der Giallorossi. Bei seinem Probetraining hatte er Alex Zecca, den damaligen Direktor des Jugendfußballs bei Roma, sowie deren Primavera-Trainer Alberto De Rossi (Vater von Daniele De Rossi) und den im Nachwuchs-Scouting von Roma tätigen Massimo Tarantino überzeugt. Sein Vertrag bei Roma hatte anfangs eine Laufzeit von zwei Jahren beginnend ab dem Sommer 2018; wenige Wochen vor seinem Wechsel nach Europa hatte Nigro, aufgrund der Herkunft seiner Großeltern auch einen italienischen Pass erhalten. Zum Zeitpunkt seines Wechsels konnte er noch kein Italienisch sprechen, verstand aber bereits einiges. Vom Anwalt Clemente Severati, einem offiziell lizenzierten FIFA-Spielervermittler, der als Nigros Agent fungiert, wurde Nigro als Spieler mit einer ausgezeichneten Technik beschrieben. Der beidfüßige zentrale Mittelfeldspieler soll bei Strafstößen mit dem rechten Fuß und bei Freistößen mit dem linken Fuß schießen.
Am 6. September 2018 absolvierte er bei einer 1:2-Niederlage gegen Benevento Calcio, einem Freundschaftsspiel, erstmals ein offizielles Spiel für die Profimannschaft des italienischen Hauptstadtklubs. Sein Pflichtspieldebüt für die Primavera-Mannschaft absolvierte er am 19. September 2018 im ersten Gruppenspiel seiner Mannschaft in der UEFA Youth League 2018/19. Bei der 1:3-Niederlage gegen die Alterskollegen von Real Madrid kam er in der 79. Spielminute für Andrea Marcucci auf den Rasen. Danach fand er unter De Rossi kaum Berücksichtigung und saß zumeist ohne Einsatz auf der Ersatzbank. Erst am 23. Dezember 2018 kam er bei einem 4:1-Sieg über das Primavera-Team von Sampdoria Genua wenige Minuten vor Abpfiff aufs Spielfeld. Auch danach blieben Einsätze Nigros eine Seltenheit. In der UEFA Youth League schied er mit dem Team in den Play-offs gegen den FC Midtjylland aus, in der Coppa Italia Primavera war im Viertelfinale Schluss und in der Liga erreichte er mit der Mannschaft den dritten Platz der regulären Saison und schied in der Finalrunde im Halbfinale gegen Inter Mailand aus.
In der darauffolgenden Saison 2019/20 kam Nigro vermehrt zu längeren Einsätzen in der Primavera, dabei allerdings zumeist als Rechtsverteidiger. Nachdem er zwischenzeitlich für drei Monate kaum Berücksichtigung gefunden hatte, wurde er ab Anfang Februar 2020 bis zum Abbruch der Meisterschaft aufgrund der COVID-19-Pandemie einen Monat später teilweise sogar als Stammkraft im defensiven Mittelfeld eingesetzt. Nachdem sein im Sommer 2020 auslaufender Vertrag bei den Römern vorzeitig verlängert worden war, wurde er noch im August 2020 bis zum Saisonende an den italienischen Drittligisten Potenza Calcio verliehen, um bei diesem Spielpraxis zu sammeln. Vier Tage, nachdem er mit seiner Mannschaft in der ersten Runde der Coppa Italia 2020/21 gegen die US Triestina ausgeschieden war, gab Nigro am 27. September 2020 bei einem 2:1-Sieg über die US Catanzaro sein Profidebüt in der Serie C 2020/21, als er von Trainer Mario Somma in der 78. Spielminute für Manuel Ricci auf den Platz geschickt wurde. Danach fiel der als zentraler Mittelfeldspieler eingesetzte Nigro aufgrund einer Verletzung für mehrere Monate aus und kam erst wieder Mitte November 2020 in die Mannschaft zurück. Daraufhin war er weiterhin als Ersatzspieler im Einsatz und brachte es immer wieder zu Kurzeinsätzen in der Liga, in der er sich mit seiner Mannschaft in der Abstiegszone befindet (Stand: 17. Februar 2021).